# Onthophagus depressicollis
Onthophagus depressicollis là một loài bọ cánh cứng trong họ Bọ hung (Scarabaeidae).